# Back to Earth (album de Lisa Ekdahl)
Pour les articles homonymes, voir Back to Earth.
 (avril 2017).
Si vous disposez d'ouvrages ou d'articles de référence ou si vous connaissez des sites web de qualité traitant du thème abordé ici, merci de compléter l'article en donnant les références utiles à sa vérifiabilité et en les liant à la section « Notes et références ».
Albums de Lisa Ekdahl
Bortom det blå
(1997) Lisa Ekdahl Sings Salvadore Poe
(2000)
Back to Earth est le cinquième album de la chanteuse de jazz suédoise Lisa Ekdahl (le deuxième en anglais), sorti en 1998 (1999 aux États-Unis). C'est le deuxième album réalisé avec le groupe The Peter Nordahl Trio.

## Liste des titres
| 1.    | Stranger on Earth             | 3:42 |
| 2.    | Nature Boy                    | 4:48 |
| 3.    | Now or Never                  | 3:35 |
| 4.    | Laziest Girl in Town          | 6:12 |
| 5.    | It Had to Be You              | 3:09 |
| 6.    | Down with Love                | 1:37 |
| 7.    | What Is The Thing Called Love | 5:05 |
| 8.    | Tea for Two                   | 5:29 |
| 9.    | The Lonely One                | 3:20 |
| 10.   | I Get a Kick Out of You       | 3:21 |
| 11.   | Just for a Thrill             | 3:25 |
| 12.   | Night and Day                 | 4:33 |
| 13.   | Plaintive Rumba               | 6:25 |
| 54:38 |                               |      |

| Titres bonus - Édition spéciale | Titres bonus - Édition spéciale               | Titres bonus - Édition spéciale | Titres bonus - Édition spéciale | Titres bonus - Édition spéciale | Titres bonus - Édition spéciale | Titres bonus - Édition spéciale | Titres bonus - Édition spéciale | Titres bonus - Édition spéciale | Titres bonus - Édition spéciale |
| No                              | Titre                                         | Durée                           |                                 |                                 |                                 |                                 |                                 |                                 |                                 |
| ------------------------------- | --------------------------------------------- | ------------------------------- | ------------------------------- | ------------------------------- | ------------------------------- | ------------------------------- | ------------------------------- | ------------------------------- | ------------------------------- |
| 14.                             | After You Get What You Want You Don't Want It | 3:42                            |                                 |                                 |                                 |                                 |                                 |                                 |                                 |
| 15.                             | If I Were a Bell                              | 3:09                            |                                 |                                 |                                 |                                 |                                 |                                 |                                 |
| 61:33                           |                                               |                                 |                                 |                                 |                                 |                                 |                                 |                                 |                                 |

## Crédits

### Membres du groupe
- Lisa Ekdahl : chant
- Patrik Boman : basse
- Peter Nordahl : piano
- Ronnie Gardiner : batterie

### Équipes technique et production
- Production : Patrik Boman, Peter Nordahl
- Mastering : Rune Persson
- Enregistrement : Janne Hansson
- Design : Destrito
- Photographie : Dawid